# Paladino
Um paladino é um herói cavalheiresco, errante e destemido, de carater inquestionável, que segue sempre o caminho da verdade, da lei e da ordem, sempre disposto a proteger os fracos e lutar por causas justas. A palavra Paladino vem do latim palatinus (relativo a palácio) que, por sua vez, deriva do Palatino, uma das sete colinas de Roma.
Os paladinos originais foram os 12 pares de Carlos Magno, que aparecem no poema La Chanson de Roland (A Canção de Rolando), o qual conta a historia de Rolando e Os Doze Pares da França na batalha de Roncesvalles.
Também podem ser considerados paladinos os lendários Rei Artur e Os Cavaleiros da Távola Redonda, das lendas célticas.
Paladino também é um tipo de personagem da ficção muito conhecido em épocas medievais, nas quais ele dispunha de poder sagrado e cujo lema era proteger os fracos, seguir a ordem e levar luz onde houvesse escuridão.
O Paladino pode, além disso, ser conhecido como uma classe de atuação em diversos jogos RPGs, sendo aquele herói clássico, cheio de bondade e justiça, que viaja por entre os lugares mais obscuros do mundo, pronto para dar sua vida a fim de proteger os fracos e/ou seus companheiros, e acabar com a escuridão trazendo a luz e esperança para os corações dos que estão ao lado dessa figura resplandecente.